# Atletica leggera ai XVII Giochi del Mediterraneo - 1500 metri piani maschili
Le gare di atletica leggera nella categoria 1500 metri piani maschili si sono tenute il 27 giugno 2013 al Nevin Yanıt Atletizm Kompleksi di Mersin.

## Calendario
Fuso orario EET (UTC+3).
| Data      | Ora   | Turno  |
| --------- | ----- | ------ |
| 27 giugno | 20:25 | Finale |

## Risultati
Gli 11 atleti partecipanti disputano direttamente la finale.

### Finale
| Pos. | Atleta                   | Nazionalità | Tempo   | Note |
| ---- | ------------------------ | ----------- | ------- | ---- |
|      | İlham Tanui Özbilen      | Turchia     | 3'35"09 |      |
|      | Yassine Bensghir         | Marocco     | 3'36"42 |      |
|      | Imad Touil               | Algeria     | 3'36"71 |      |
| 4    | Abderrahmane Anou        | Algeria     | 3'36"93 |      |
| 5    | Fouad El Kaam            | Marocco     | 3'37"67 |      |
| 6    | Francisco Abad Sebastián | Spagna      | 3'40"06 |      |
| 7    | Andreas Dimitrakis       | Grecia      | 3'40"15 |      |
| 8    | Bryan Cantero            | Francia     | 3'40"77 |      |
| 9    | Merihun Crespi           | Italia      | 3'41"19 |      |
| 10   | Levent Ates              | Turchia     | 3'41"43 |      |
| 11   | Mohamed Ahmed Hamada     | Egitto      | -       | dnf  |